# Punto de vista (álbum)
Punto de Vista es el quinto álbum de estudio grabado por el salsero puertorriqueño Gilberto Santa Rosa lanzado el 10 de agosto de 1990. Fue nominado a Álbum Tropical/Salsa del Año en los Premios Lo Nuestro de 1991 .

## Lista de canciones
Esta información adaptada de Allmusic.

| Punto de Vista |                        |                                |          |  |
| N.º            | Título                 | Escritor(es)                   | Duración |  |
| 1.             | «Vivir sin ella»       | Omar Alfanno                   | 5:00     |  |
| 2.             | «No hay nada mejor»    | Charlie Donato                 | 5:09     |  |
| 3.             | «Perdóname»            | Jorge Luis Piloto              | 5:11     |  |
| 4.             | «Me liberé»            | Johnny Ortiz                   | 4:26     |  |
| 5.             | «De cualquier manera»  | Frank Quintero                 | 4:28     |  |
| 6.             | «Impaciencia»          | Luis Gómez Escolar, Boz Scaggs | 4:32     |  |
| 7.             | «Aunque tú no quieras» | Johnny Ortiz                   | 4:14     |  |
| 8.             | «Me acuerdo de ti»     | Mario Díaz                     | 3:46     |  |
| 9.             | «No me dejes solo»     | José Luis Piloto               | 5:00     |  |

## Rendimiento en listas
| Lista (1990)               | Posición |
| -------------------------- | -------- |
| Billboard Tropical Albums. | 2        |